# The Four Poster
The Four Poster (br Leito Nupcial) é um filme norte-americano de 1952, do gênero comédia dramática, dirigido por Irving Reis e estrelado por Rex Harrison e Lilli Palmer.